# Martins Fontes
José Martins Fontes (Santos, 23 de junho de 1884 — Santos, 25 de junho de 1937) foi um médico, poeta e tradutor brasileiro.

## Vida e Obra
José Martins Fontes, o "Zezinho Fontes", nasceu na casa 4 da praça José Bonifácio, filho de Isabel Martins Fontes e do Dr. Silvério Martins Fontes, frequentou os principais colégios de seu tempo, entre eles o Colégio Nogueira da Gama em Jacareí. Em sua vida de estudante em Santos, teve como professor Tarquínio da Silva, ao qual prestou homenagem posteriormente. Mais tarde vai para o Rio de Janeiro, onde estuda no Colégio Alfredo Gomes.
Aos oito anos de idade, Martins Fontes publicou seus primeiros versos num jornalzinho denominado "A Metralha" dando os primeiros sinais do grande poeta que iria ser durante sua vida, do qual foram publicados 9 números aos domingos e cujo cabeçalho em três cores era feito por seu avô, o coronel Francisco Martins dos Santos. A 1° de maio desse mesmo (1892) estreia o moço poeta, recitando um hino a Castro Alves no Centro Socialista, organização marxista-leninista criada por seu pai. Com dezesseis anos, ele lê uma ode de sua autoria na inauguração do monumento comemorativo ao quarto centenário do Descobrimento do Brasil, levantado próximo à biquinha em São Vicente.

## Início de vida profissional
Em 1908, defendeu tese de doutoramento na Faculdade de Medicina do Rio de Janeiro, tornando-se médico sanitarista, tendo convivido com poetas como Olavo Bilac, Coelho Neto, Emílio de Meneses e outros. Depois de formado foi médico da Comissão das Obras do Alto Acre, interno da Santa Casa do Rio de Janeiro, auxiliar de Oswaldo Cruz na profilaxia urbana, médico da Santa Casa de Misericórdia de Santos, médico da Beneficência Portuguesa de Santos, inspetor sanitário em Santos e Diretor do Serviço Sanitário.
Também foi médico da Sociedade Humanitária dos Empregados no Comércio, da Companhia Segurança Industrial, da Companhia Brasil, da Repartição de Saneamento e da Casa de Saúde de Santos. Durante a epidemia de gripe de 1918 tornou-se um dos beneméritos da cidade, desdobrando-se para socorrer os bairros do Macuco e Campo Grande e estendendo sua ação para a localidade de Iguape. Como médico, notabilizou-se como conferencista e foi tisiologista da Santa Casa de Misericórdia de Santos e destacado humanista, lutou junto com Oswaldo Cruz em defesa sanitária da cidade de Santos. Em seu consultório particular tratava de pessoas sem poder aquisitivo, não cobrando as consultas.
Fundou com Olavo Bilac uma agência publicitária para serviços de propaganda dos produtos brasileiros na Europa e em outros países. Em 1924 tornou-se correspondente da Academia das Ciências de Lisboa. Quando Júlio Prestes, presidente do Estado de São Paulo e candidato à presidência da República, partiu em viagem para percorrer os países da Europa e EUA, Martins Fontes foi convidado para acompanhá-lo como médico da caravana. Devido ao seu trabalho como conferencista conheceu o Brasil de norte a sul, e ainda a Argentina, o Uruguai, os Estados Unidos, a França, a Inglaterra, a Espanha, a Itália e Portugal.
Colaborou literariamente com os jornais A Gazeta e o Diário Popular em São Paulo, e para o Diário de Santos e o Cidade de Santos, além de inúmeros periódicos do Rio de Janeiro e outras cidades.

### Posteriormente e últimos anos de vida
Sua obra literária é bastante volumosa, chegando atualmente a cinquenta e nove títulos publicados, em poesia e prosa. Atualmente editadas em Portugal, sob coordenação de seu biógrafo oficial, Rui Calisto.
Foi titular da Academia das Ciências de Lisboa e, ao longo de sua vida, recebeu os títulos de comendador da Ordem de São Tiago da Espada, Cavaleiro da Espanha, Par da Inglaterra entre outras distinções. É patrono da cadeira n.° 26 da Academia Paulista de Letras. 
Morreu na cidade natal e está ali sepultado no Cemitério de Paquetá.